# Leptinotarsa peninsularis
Leptinotarsa peninsularis är en skalbaggsart som beskrevs av Horn 1894. Leptinotarsa peninsularis ingår i släktet Leptinotarsa och familjen bladbaggar. Inga underarter finns listade i Catalogue of Life.